# Fessenheim-le-Bas
Pour les articles homonymes, voir Fessenheim (homonymie).
Fessenheim-le-Bas [fɛsənaim lə ba] est une commune française située dans la circonscription administrative du Bas-Rhin et, depuis le 1er janvier 2021, dans le territoire de la Collectivité européenne d'Alsace, en région Grand Est.
Cette commune se trouve dans la région historique et culturelle d'Alsace.

## Géographie
Cette commune a été construite à proximité d'une ancienne voie romaine allant de Strasbourg à Saverne.
| Kuttolsheim | Neugartheim       | Schnersheim Dossenheim-Kochersberg |
| Nordheim    | Fessenheim-le-Bas | Quatzenheim                        |
| Marlenheim  |                   | Furdenheim                         |

### Hydrographie
La commune est dans le bassin versant du Rhin au sein du bassin Rhin-Meuse. Elle est drainée par la Souffel et le ruisseau de Musau,.
La Souffel, d'une longueur de 25 km, prend sa source dans la commune de Kuttolsheim et se jette  dans l'Ill à Strasbourg, après avoir traversé 18 communes. 

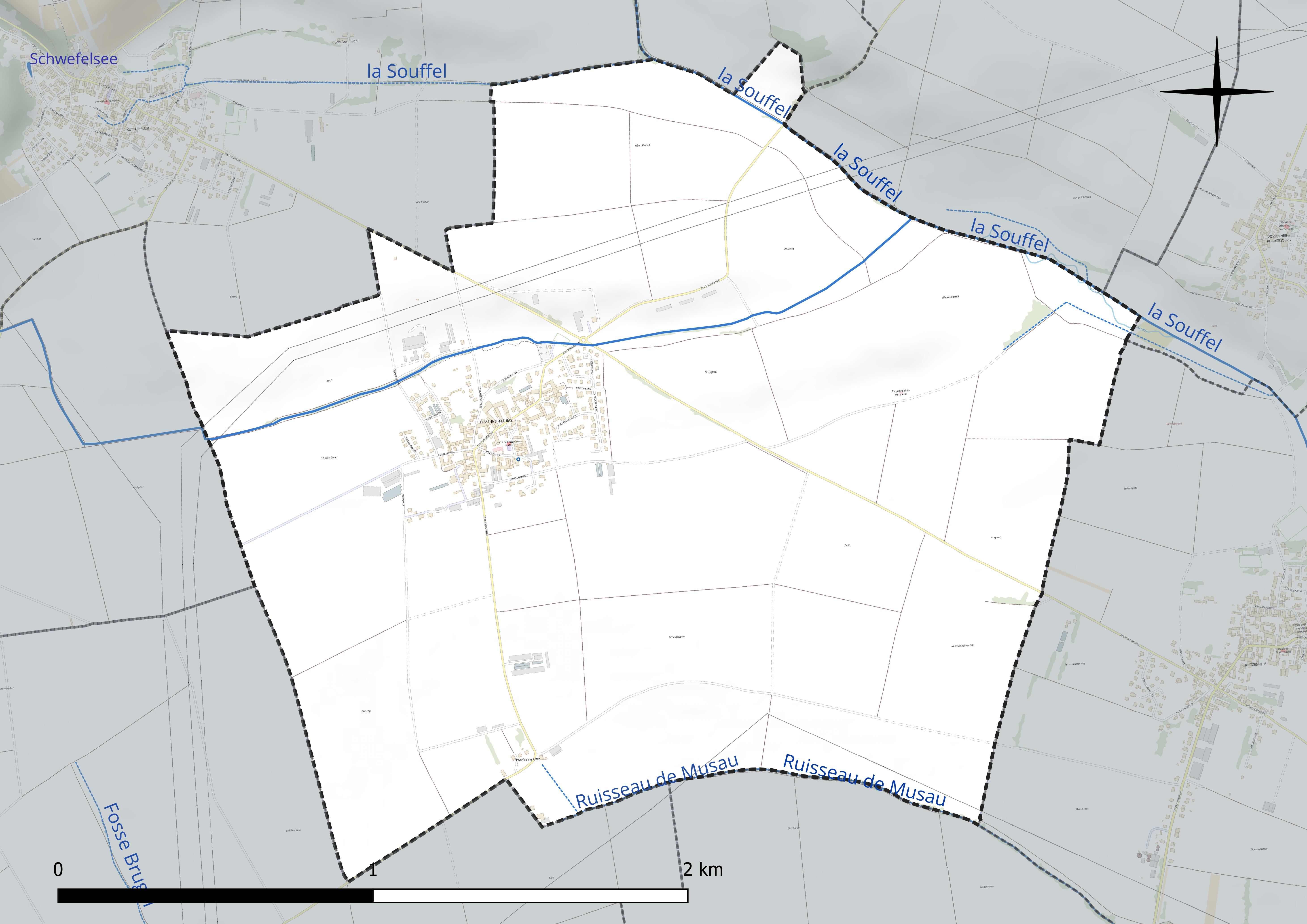
Réseau hydrographique de Fessenheim-le-Bas.

Le ruisseau de Musau, d'une longueur de 13 km, prend sa source dans la commune  et se jette  dans le Souffel à Dingsheim, après avoir traversé dix communes. 

### Climat
Pour des articles plus généraux, voir Climat du Grand Est et Climat du Bas-Rhin.
En 2010, le climat de la commune est de type climat des marges montargnardes, selon une étude du Centre national de la recherche scientifique s'appuyant sur une série de données couvrant la période 1971-2000. En 2020, Météo-France publie une typologie des climats de la France métropolitaine dans laquelle la commune est exposée à un climat semi-continental et est dans la région climatique  Vosges, caractérisée par une pluviométrie très élevée (1 500 à 2 000 mm/an) en toutes saisons et un hiver rude (moins de 1 °C). 
Pour la période 1971-2000, la température annuelle moyenne est de 10,5 °C, avec une amplitude thermique annuelle de 17,9 °C. Le cumul annuel moyen de précipitations est de 662 mm, avec 9,1 jours de précipitations en janvier et 10,6 jours en juillet. Pour la période 1991-2020, la température moyenne annuelle observée sur la station météorologique de Météo-France la plus proche, « Strasbourg-Entzheim », sur la commune d'Entzheim à 13 km à vol d'oiseau, est de 11,4 °C et le cumul annuel moyen de précipitations est de 635,7 mm. 
La température maximale relevée sur cette station est de 38,9 °C, atteinte le 25 juillet 2019 ; la température minimale est de −23,6 °C, atteinte le 23 janvier 1942,,. 
Les paramètres climatiques de la commune ont été estimés pour le milieu du siècle (2041-2070) selon différents scénarios d'émission de gaz à effet de serre à partir des nouvelles projections climatiques de référence DRIAS-2020. Ils sont consultables sur un site dédié publié par Météo-France en novembre 2022.

## Urbanisme

### Typologie
Au 1er janvier 2024, Fessenheim-le-Bas est catégorisée petite ville, selon la nouvelle grille communale de densité à sept niveaux définie par l'Insee en 2022.
Elle est située hors unité urbaine. Par ailleurs la commune fait partie de l'aire d'attraction de Strasbourg (partie française), dont elle est une commune de la couronne,. Cette aire, qui regroupe 268 communes, est catégorisée dans les aires de 700 000 habitants ou plus (hors Paris),.

### Occupation des sols
L'occupation des sols de la commune, telle qu'elle ressort de la base de données européenne d’occupation biophysique des sols Corine Land Cover (CLC), est marquée par l'importance des territoires agricoles (92,7 % en 2018), en diminution par rapport à 1990 (94,5 %). La répartition détaillée en 2018 est la suivante : 
terres arables (92,7 %), zones urbanisées (7,3 %). L'évolution de l’occupation des sols de la commune et de ses infrastructures peut être observée sur les différentes représentations cartographiques du territoire : la carte de Cassini (XVIIIe siècle), la carte d'état-major (1820-1866) et les cartes ou photos aériennes de l'IGN pour la période actuelle (1950 à aujourd'hui).

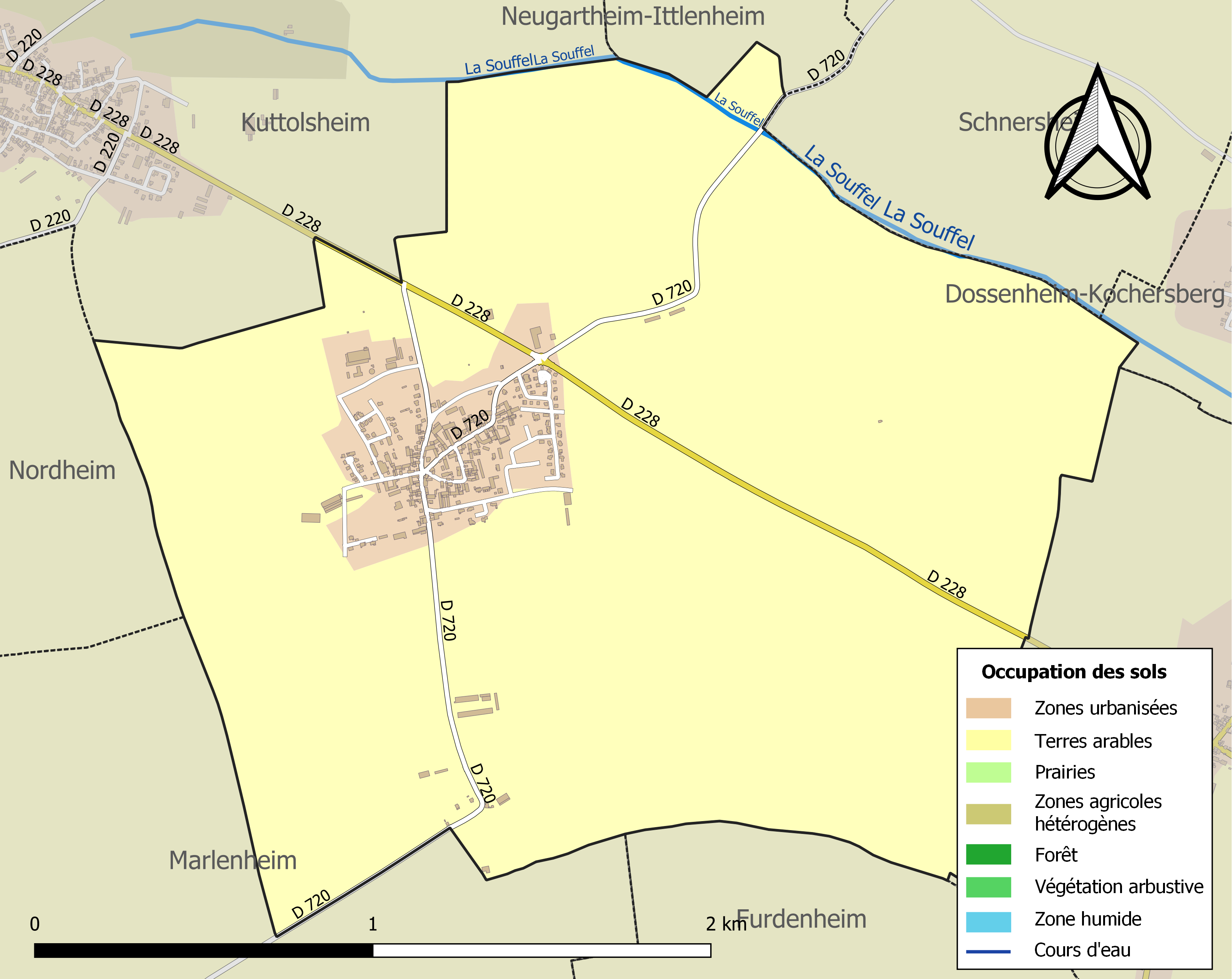
Carte des infrastructures et de l'occupation des sols de la commune en 2018 (CLC).

## Histoire

### Héraldique
| Blason de Fessenheim-le-Bas | Blason  | De gueules aux trois épis d'or, aux tiges appointées, les deux en bande et en barre feuillés. |
| Blason de Fessenheim-le-Bas | Détails |                                                                                               |

## Politique et administration
| Période                                  | Période                   | Identité                                        | Étiquette | Qualité              |
| ---------------------------------------- | ------------------------- | ----------------------------------------------- | --------- | -------------------- |
| 2001                                     | En cours (au 31 mai 2020) | Pierre Luttmann, Réélu pour le mandat 2020-2026 |           | Agriculteur retraité |
| Les données manquantes sont à compléter. |                           |                                                 |           |                      |

## Démographie
L'évolution du nombre d'habitants est connue à travers les recensements de la population effectués dans la commune depuis 1793. Pour les communes de moins de 10 000 habitants, une enquête de recensement portant sur toute la population est réalisée tous les cinq ans, les populations de référence des années intermédiaires étant quant à elles estimées par interpolation ou extrapolation. Pour la commune, le premier recensement exhaustif entrant dans le cadre du nouveau dispositif a été réalisé en 2005.

En 2022, la commune comptait 577 habitants, en évolution de +4,53 % par rapport à 2016 (Bas-Rhin : +3,17 %, France hors Mayotte : +2,11 %).
| 1793 | 1800 | 1806 | 1821 | 1831 | 1836 | 1841 | 1846 | 1851 |
| ---- | ---- | ---- | ---- | ---- | ---- | ---- | ---- | ---- |
| 322  | 259  | 334  | 342  | 421  | 439  | 399  | 392  | 397  |

| 1856 | 1861 | 1866 | 1871 | 1875 | 1880 | 1885 | 1890 | 1895 |
| ---- | ---- | ---- | ---- | ---- | ---- | ---- | ---- | ---- |
| 378  | 379  | 357  | 324  | 303  | 306  | 302  | 296  | 285  |

| 1900 | 1905 | 1910 | 1921 | 1926 | 1931 | 1936 | 1946 | 1954 |
| ---- | ---- | ---- | ---- | ---- | ---- | ---- | ---- | ---- |
| 274  | 299  | 312  | 289  | 279  | 279  | 279  | 256  | 269  |

| 1962 | 1968 | 1975 | 1982 | 1990 | 1999 | 2005 | 2006 | 2010 |
| ---- | ---- | ---- | ---- | ---- | ---- | ---- | ---- | ---- |
| 270  | 270  | 246  | 256  | 255  | 415  | 432  | 451  | 521  |

| 2015 | 2020 | 2022 | - | - | - | - | - | - |
| ---- | ---- | ---- | - | - | - | - | - | - |
| 534  | 580  | 577  | - | - | - | - | - | - |

## Lieux et monuments
- Chapelle Sainte-Marguerite de Fessenheim-le-Bas.
- Église Saint-Martin.

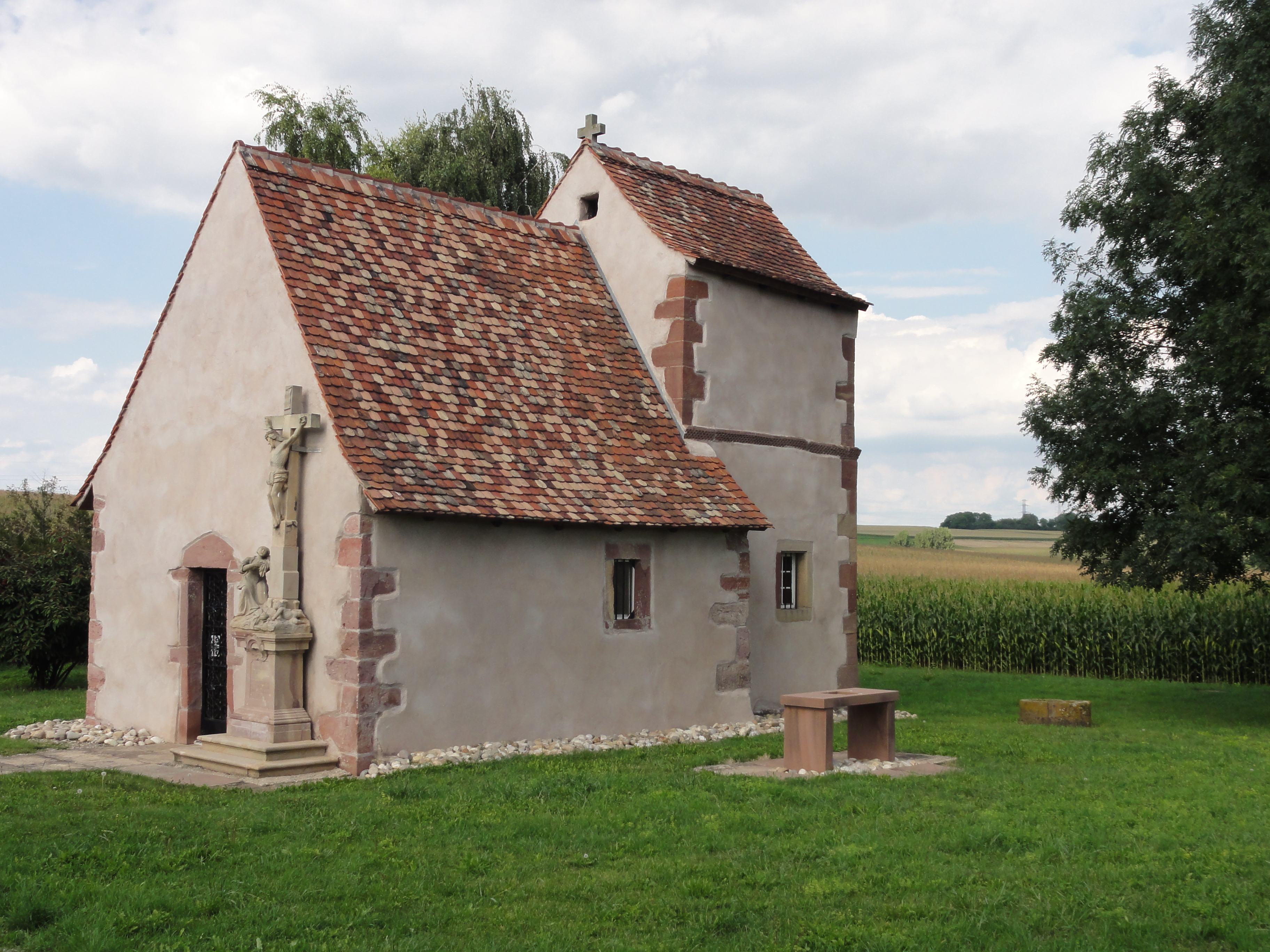
Chapelle Sainte-Marguerite.
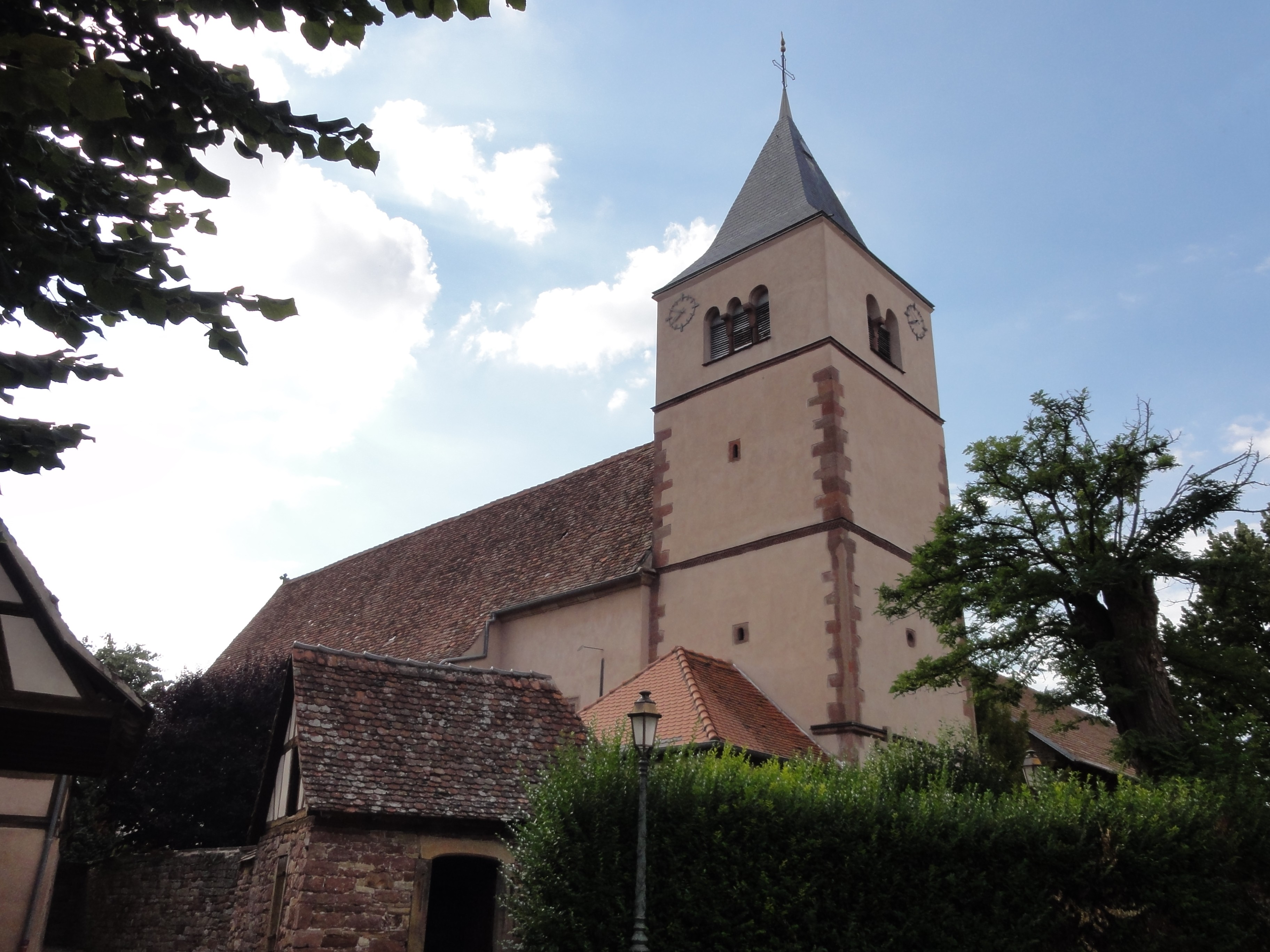
Église Saint-Martin.
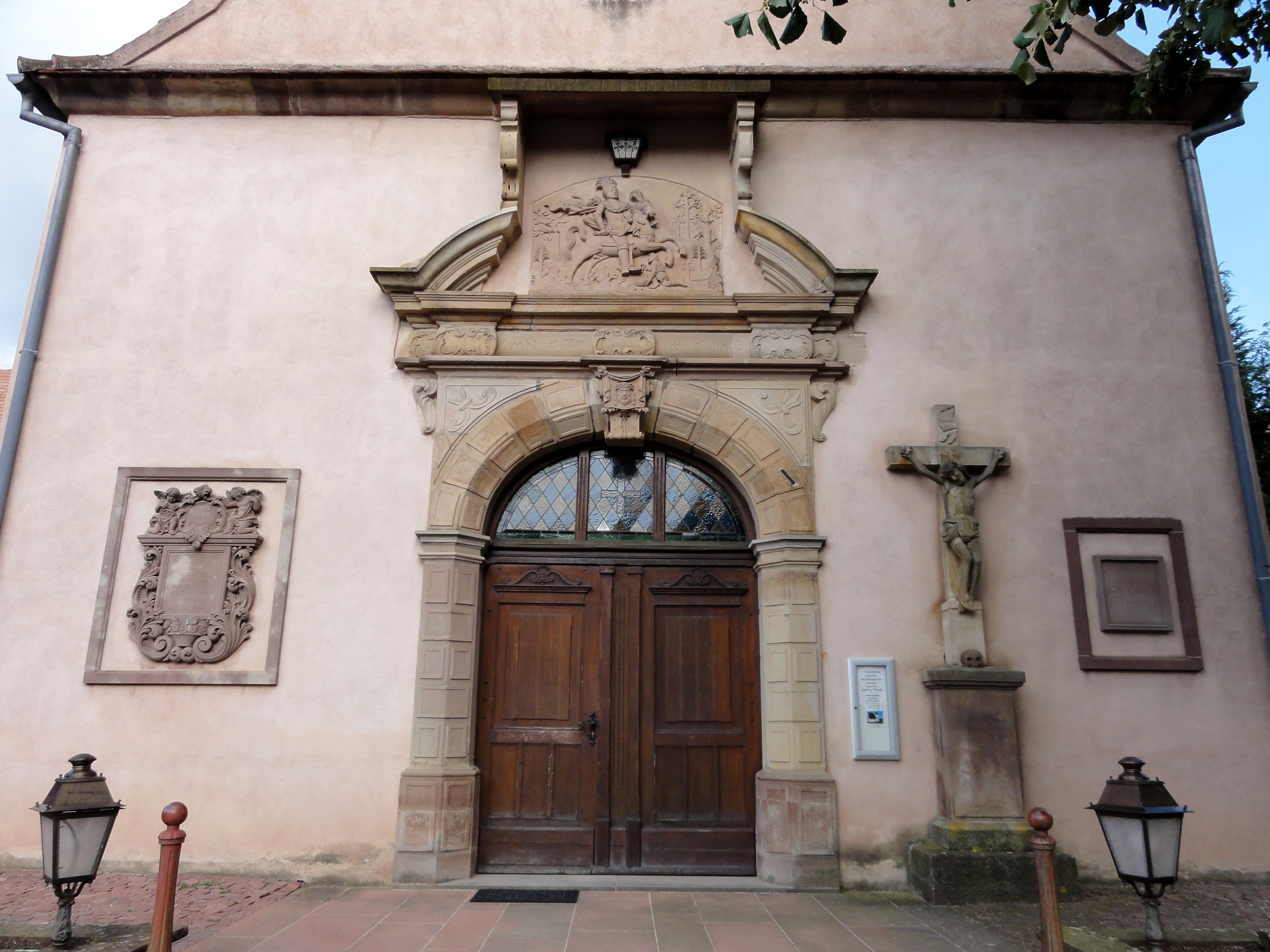
Portail d'entrée néo-Renaissance (1821).
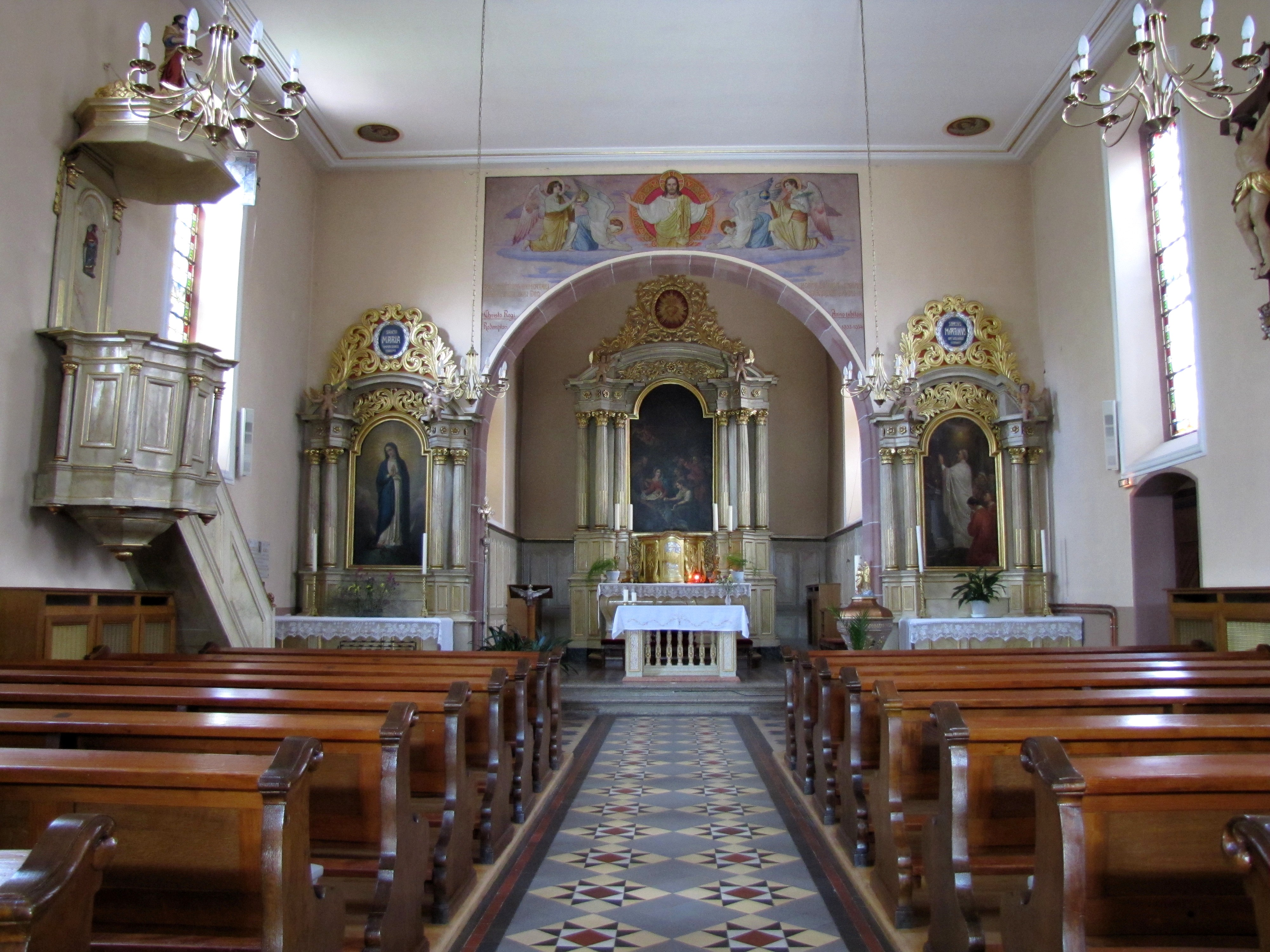
Vue intérieure de la nef vers la chaire et le chœur.
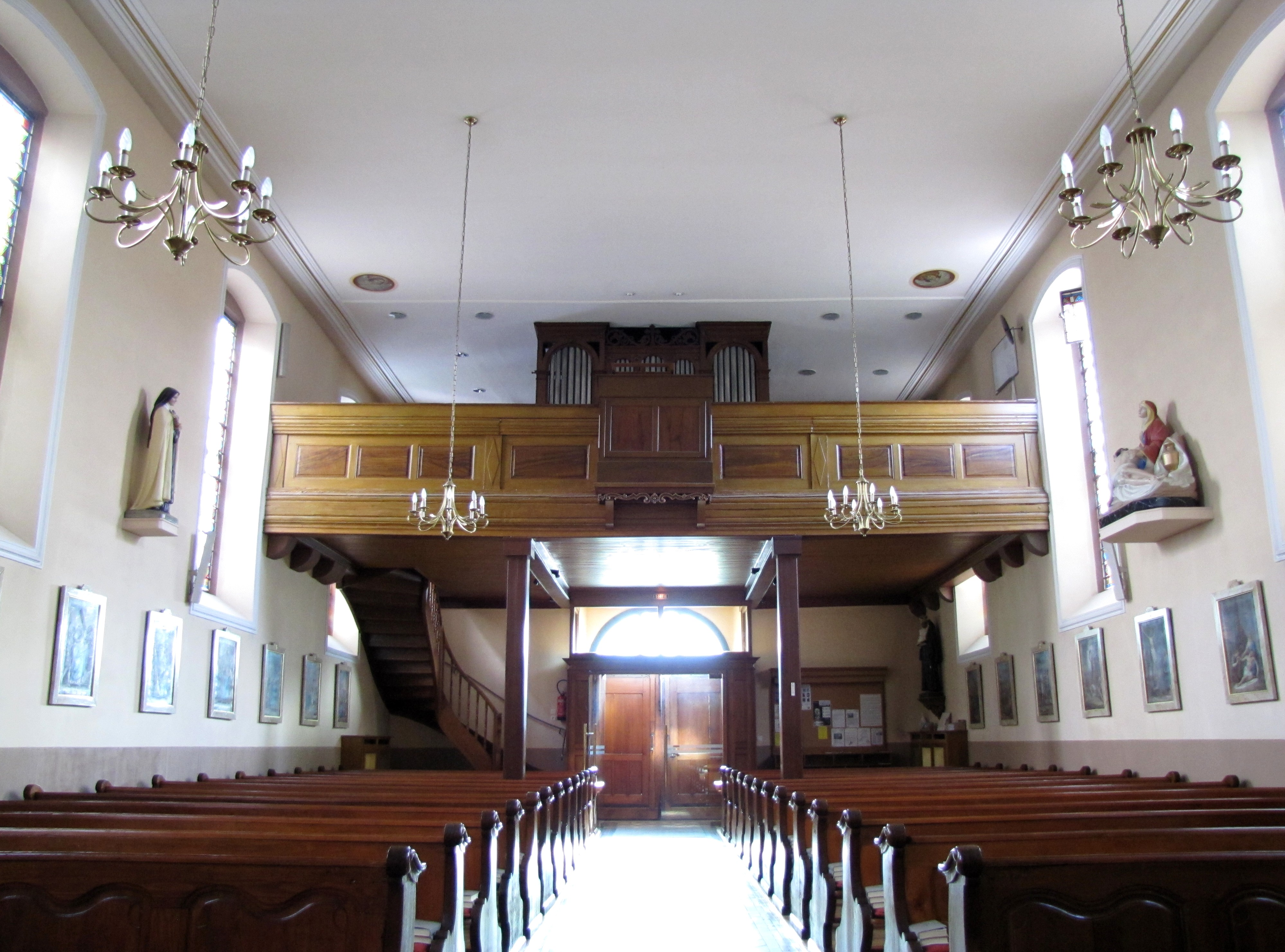
Vue intérieure de la nef vers la tribune de l'orgue Koulen (1887).

## Personnalités liées à la commune
- Aloyse Kobès, né à Fessenheim-le-Bas le 17 avril 1820, fils de Jean K. et Madeleine Braun et décédé à Dakar le 11 octobre 1872[23]. En 1863, c'est le premier évêque missionnaire d'origine alsacienne. Depuis 1972, une école française de Dakar porte son nom.
- Aloys Schotter, né à Fessenheim-le-Bas le 5 janvier 1857, missionnaire en Chine, décédé le 3 janvier 1924.

## Transports
La commune est desservie par la ligne 205 des bus inter-urbains CTBR.